# Банистер, Гай
Гай Уильям Банистер (англ. William Guy Banister; 7 марта 1901 — 6 июня 1964) — агент Федерального бюро расследований США. Помощник суперинтенданта полицейского управления Нового Орлеана и частный детектив. После смерти он получил известность из-за возможной причастности к убийству 35-го президента США Джона Кеннеди. Его имя обсуждалось в единственном судебном процессе по этому делу в предъявленном обвинении против бизнесмена Нового Орлеана Клея Шоу.

## Биография
Гай Банистер родился в небольшом городе Монро штата Луизиана. Он был самым младшим ребёнком в семье из семи человек. После учёбы в университете Луизианы, начал свою профессиональную карьеру в уголовном отделе полиции города Монро .
В 1934 году Банистер поступил на службу в чикагское отделение Федерального бюро расследований. По некоторой информации Банистер будучи новым сотрудником бюро, принимал участие в операции по ликвидации Джона Диллинджера с группой возглавляемой агентом ФБР Мелвином Пёрвисом.
Позже переезжает в Нью-Йорк, где участвует в расследовании деятельности Коммунистической партии Америки. Директор ФБР Эдгар Гувер был впечатлен работой Банистера, и в 1938 году его повышают до должности руководителя подразделения ФБР в Бьютте, штат Монтана. Он также служил в Оклахома-Сити , Миннеаполисе.
Банистер уволился из ФБР в 1954 году прослужив более 20 лет.
В январе 1955 году переезжает в Луизиану и становится помощником суперинтенданта полицейского управления Нового Орлеана, где его задачей было расследование организованной преступности и коррупции в полиции. В кампусах университета Тулейна и университета штата Луизиана, руководил сетью информаторов, собирающих информацию о «коммунистической» деятельности. Он представлял отчеты в ФБР через контактных лиц.
В марте 1957 года суперинтендент полиции полиции Провости Дейрис отстранил Банистера от должности после того, как свидетели сообщили, что он вытащил револьвер, угрожал официанту в ресторане Old Absinthe House на Бурбон-стрит. Банистер отверг обвинения, а бармен назвал инцидент «неспровоцированным нападением».
Отстранение Банистера закончилось в июне того же года, однако его начальник Дейрис уволил Банистера из полиции за «открытое неповиновение» после того, как он отказался переназначиться на должность начальника отдела планирования департамента. Поддерживая решение Дейриса, мэр Нового Орлеана Чеп Моррисон заявил, что «не существует другого курса, по которому можно было бы разумно следовать».
Позже Баннистер предстал перед Объединённым комитетом по законодательной сегрегации штата, где сообщил следователям, что у него есть «документальные доказательства четких и конкретных коммунистических указаний по развитию трений между расами». Он также рассказал о расследовании первого японского огненного шара, приземлившегося в США.
Банистер был заядлым антикоммунистом, предполагаемым членом группировки Минитменов в США, членом ультраправой политической группы Джона Бёрча, Луизианского комитета по антиамериканской деятельности и предполагаемым издателем «Луизианского разведывательного дайджеста». Он также поддерживал антикастровские группы в районе Нового Орлеана: «Кубинский демократический революционный фронт»; «Антикоммунистическая лига Карибского бассейна»; «Друзья Демократической Кубы» и прочих обществ. По данным газеты New Orleans States-Item, Банистер "участвовал во всех антикоммунистических революциях в Южной и Центральной Америке, которые происходили, выступая в качестве ключевого связующего звена в спонсируемой правительством США антикоммунистической деятельности в Латинской Америке.

## Частное детективное агентство, антикоммунистическая работа в Новом Орлеане

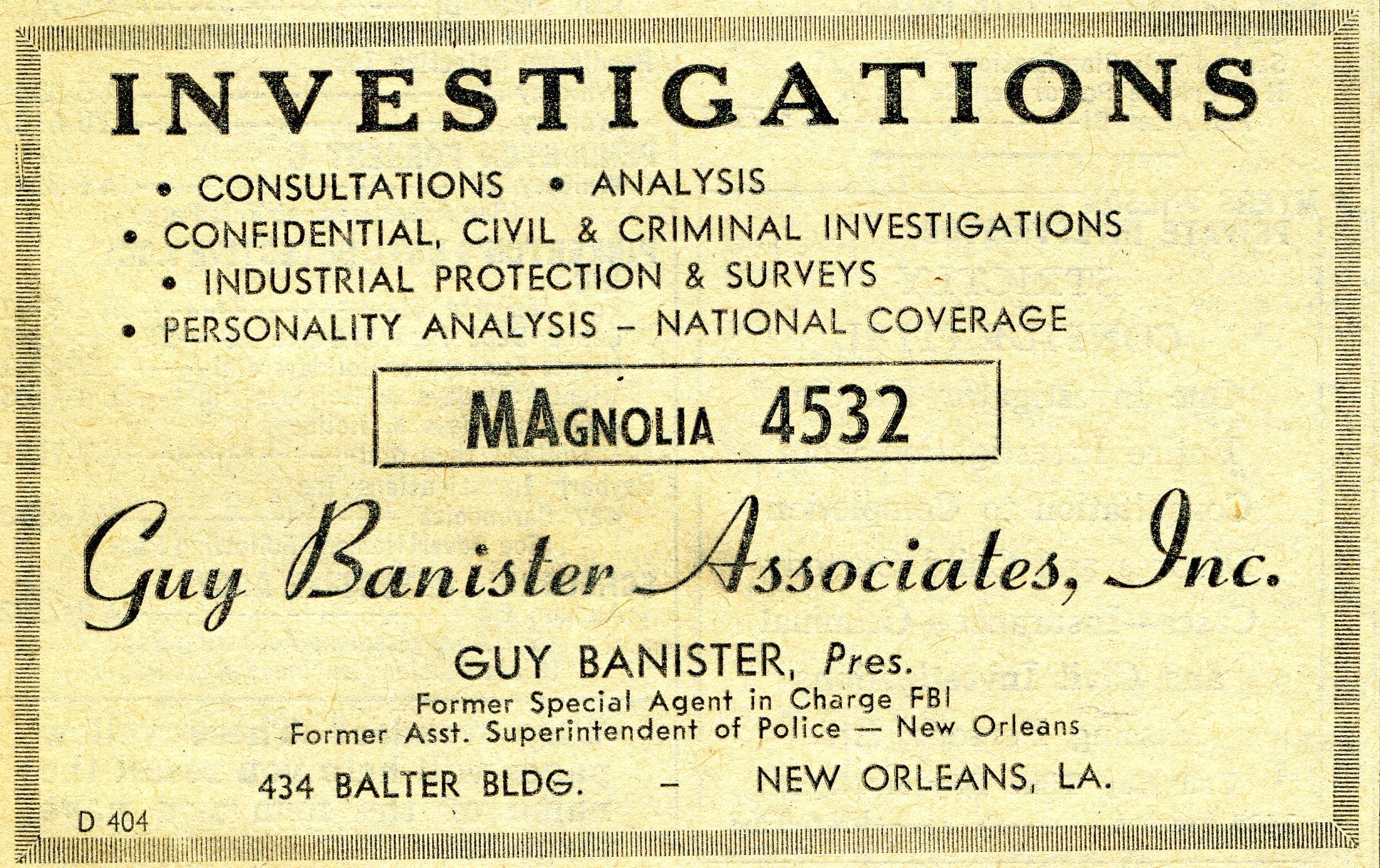
1959 Реклама детективного агентства Гая Банистера на желтых страницах телефонного справочника Нового Орлеана.

После ухода из полицейского управления Нового Орлеана Банистер основал собственное частное детективное агентство, Guy Banister Associates, Inc., по адресу 434 Balter Building. В июне 1960 года Банистер переезжает в офис на 531 Lafayette Street на первом этаже Newman Building. За углом, в том же здании с другим адресом и входом находился адрес 544 Кэмп-стрит, в котором позже будут найдены листовки «Комитета за справедливую политику по отношению к Кубе» (Fair Play for Cuba Committee, FCPP), распространяемые Ли Харви Освальдом, который будет подозреваться в убийстве президента Джона Ф. Кеннеди. Агентство Банистера занималось расследованием деятельности выступающих против Кастро организаций в районе Нового Орлеана.
В сентябре 1960 года ЦРУ рассматривало возможность использования агентства Гая Банистера для внешней разведки.
В 1961 году Банистер был замешан в рейде на склад боеприпасов в Хоуме, штат Луизиана. По сообщению газеты New Orleans States-Item, в ходе этого рейда было украдено различное оружие, гранаты и боеприпасы, которые были обнаружены позже в задней комнате Банистера несколькими свидетелями. Так же газетой сообщается об утверждении, что Банистер был поставщиком боеприпасов во время вторжения США в Залив Свиней в 1961 году и продолжал продавать оружие из своего офиса до 1963 года.
В 1962 году Банистер якобы отправил своего партнёра, Мориса Брукса Гатлина — юрисконсульта «Антикоммунистической лиги Карибского бассейна» — в Париж, чтобы доставить чемодан с 200 000 долларов для французской ОАГ. Активист Кастро Дэвид Ферри начал работать на адвоката по имени Дж. Рэй Гилл и его клиента, босса мафии Нового Орлеана Карлоса Марчелло. Это впоследствии помешало попыткам депортации Марчелло в Гватемалу.

## Убийство президента США Кеннеди, судебный процесс Клея Шоу
Днем 22 ноября 1963 года, в день убийства президента Джона Ф. Кеннеди, Банистер и один из его следователей, Джек Мартин, вместе выпивали в баре Katzenjammer, расположенном по соседству с домом 544 Кэмп-стрит в Новом Орлеане по случаю оправдания Карлоса Марчелло по делу о депортации. По возвращении в офис Банистера между мужчинами возник спор. Банистер полагал, что Мартин украл некоторые файлы, и вытащил свой револьвер «Магнум» .357, несколько раз ударив им Мартина. Мартин был тяжело ранен и находился на лечении в больнице. Отвечая на вопрос об инциденте в декабре 1977 года следователями Специального комитета Палаты представителей США по убийствам (HSCA), Мартин сказал, что в пылу спора, незадолго до избиения пистолетом, он сказал Банистеру: «Что ты собираешься делать? — убить меня, как вы все сделали с Кеннеди?».
В течение следующих нескольких дней Мартин сообщил властям и репортерам, что к убийству был причастен активист, выступающий против Кастро, Дэвид Ферри. Он утверждал, что Ферри знал Освальда ещё со времен службы в Гражданском воздушном патруле Нового Орлеана и что Ферри, возможно, научил Освальда пользоваться винтовкой с оптическим прицелом. Мартин также утверждал, что Ферри поехал в Техас в день убийства Кеннеди, чтобы служить пилотом для побега.
Свидетели, опрошенные HSCA, указывают, что Банистер "знал об Освальде и его комитете «за справедливую политику по отношению к Кубе» до убийства.
Секретарь Банистера, Дельфина Робертс, рассказала писателю Энтони Саммерсу, что Освальд «похоже, был в хороших отношениях с Банистером и с детективным агентством». Так же она сообщила: «Насколько я поняла, он пользовался кабинетом на втором этаже, над главным офисом, где мы работали. Затем мистер Банистер несколько раз приводил меня наверх, и в кабинете я видела различные надписи с информацией о Кубе, различные листовки комитета справедливой политики по отношению к Кубе».
Предполагаемая деятельность Банистера, Ферри и Освальда дошла до окружного прокурора Нового Орлеана Джима Гаррисона, который к концу 1966 года заинтересовался новоорлеанскими аспектами убийства. В декабре 1966 года Гаррисон взял интервью у Мартина об этой деятельности. Мартин утверждал, что Банистер, Ферри и группа кубинских эмигрантов, выступавших против Кастро, участвовали в операциях против Кубы, которые включали в себя торговлю оружием и грабежи арсеналов.
Продолжая расследование, Гаррисон пришёл к убеждению, что группа правых активистов, в том числе Банистер, Ферри и Клэй Шоу, были вовлечены в заговор с элементами Центрального разведывательного управления (ЦРУ) с целью убийства Кеннеди. Позже Гаррисон утверждал, что мотивом убийства был гнев по поводу попыток Кеннеди добиться мирного урегулирования как на Кубе, так и во Вьетнаме.Гаррисон также считал, что Банистер, Шоу и Ферри сговорились выставить Освальда крайним в убийстве Джона Кеннеди.

## Смерть
Банистер умер от коронарного тромбоза 6 июня 1964 года. Файлы Банистера разошлись неизвестным людям после его смерти. Позже помощник окружного прокурора Нового Орлеана Эндрю Шамбра взял интервью у вдовы Банистера. Она сказала ему, что видела листовки FPCC в офисе Банистера.
В конце 1970-х годов Специальный комитет по терроризму исследовал возможную связь Освальда и агентства Банистера. Хотя Комитет не смог допросить Гая Банистера, так как он умер в 1964 году, комитет допросил его брата Росса. Росс сказал Комитету, что его брат неоднократно говорил об Освальде и его листовках. Росс предположил, что Освальд использовал адрес «544 Камп Стрит» для отправки листовок, чтобы спровоцировать Гая.

## В популярной культуре
В фильме Оливера Стоун года JFK (1991), Гая Банистера играет Эдвард Аснер. Банистер также занимает центральное место в сюжете романа Дона Делилло Весы(1995). Гай Банистер появляется как персонаж в романе Джеймса Эллроя «Холодные шесть тысяч» (2001).